# Yukata
 (mai 2023).
Si vous disposez d'ouvrages ou d'articles de référence ou si vous connaissez des sites web de qualité traitant du thème abordé ici, merci de compléter l'article en donnant les références utiles à sa vérifiabilité et en les liant à la section « Notes et références ».
Yukata (浴衣, littéralement « vêtement de bain ») est un terme japonais désignant un kimono léger porté en été à la fois par les hommes et par les femmes. Bien que les yukata soient traditionnellement de couleur indigo et blanche, les yukata modernes présentent des motifs multicolores et sont conçus pour être lavables en machine. Le yukata se rapproche du nemaki (en), un vêtement unisexe à manches courtes ressemblant à un peignoir, porté à l'intérieur, par exemple, par les invités des auberges traditionnelles, quand le yukata peut être porté à l'extérieur.

## Histoire

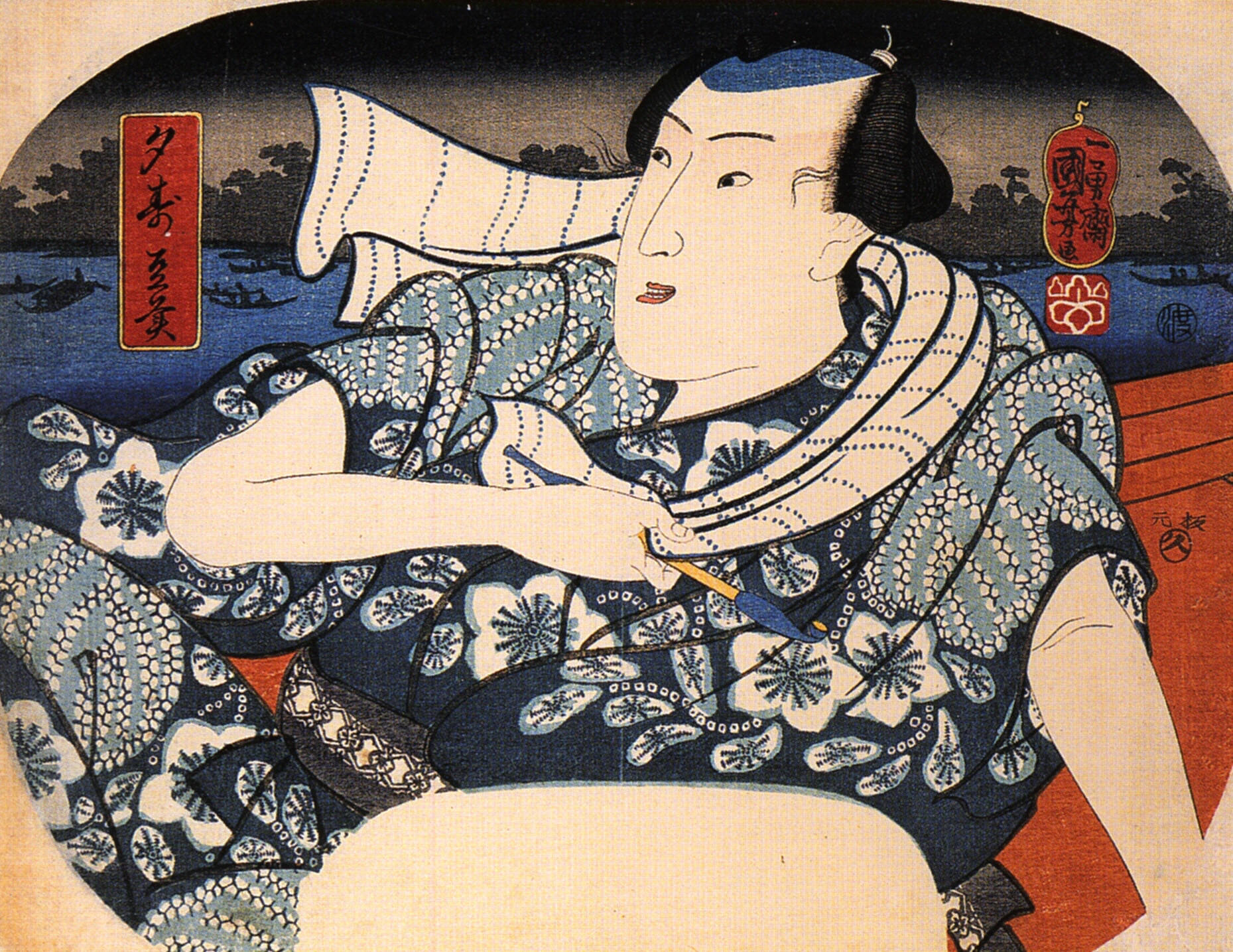
Ichikawa Danjūrō VIII prenant le frais en yukata sur la rivière Sumida-gawa.

Son origine remonte à la période Heian (794-1185) lorsque la classe aristocratique utilise le yukatabira, un léger vêtement en lin, dans les onsen, les bains thermaux pour les ablutions rituelles. Yukata signifie littéralement « vêtement de bain ». Il est porté après les ablutions dans les bains publics, comme un moyen rapide de couvrir le corps et d'absorber l'humidité restante.
Quand les bains se sont démocratisés au Japon, le yukatabira a été remplacé par le yukata, vêtement en coton, beaucoup plus adapté que le lin. C’est au début de l’époque d'Edo qu'il entre dans la garde-robe quotidienne du peuple.
Depuis plusieurs années déjà, le yukata est utilisé pour de nombreuses autres occasions comme les festivals, pour aller aux bains ou comme vêtement de nuit. Les ryokan les fournissent à leur clientèle avec des serviettes.

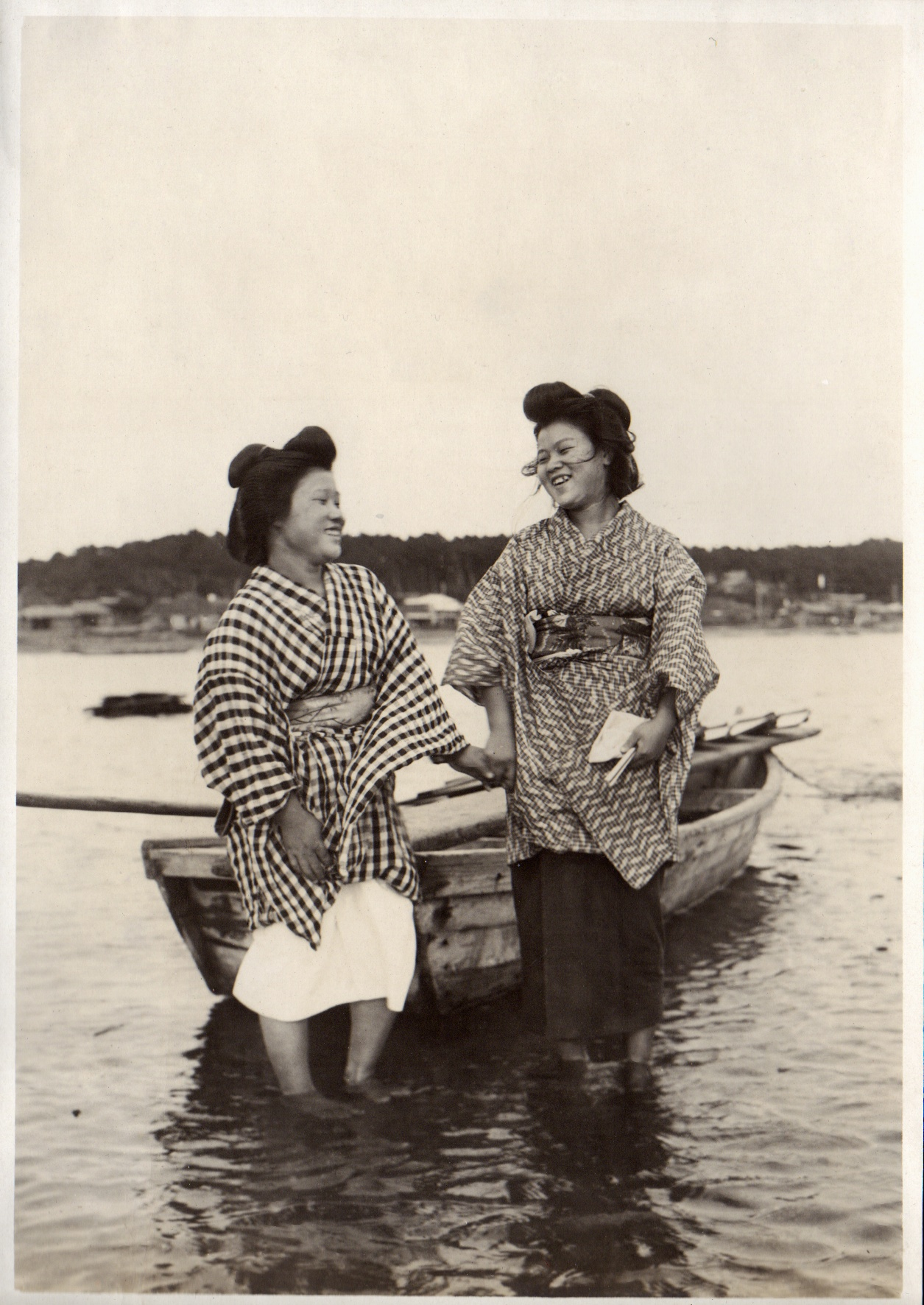
Paysannes portant le yukata[4].
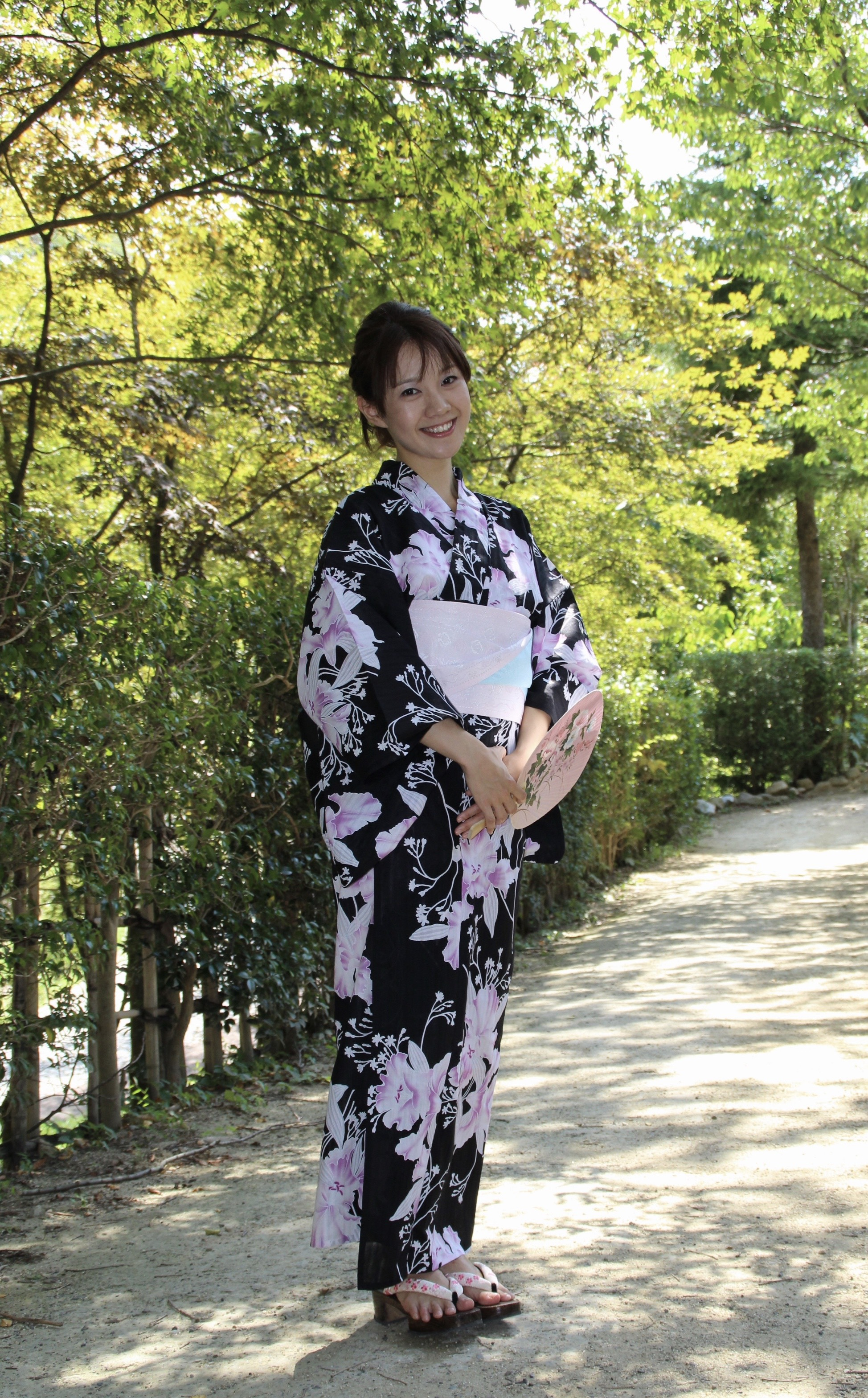
Jeune fille en yukata (2013, Japon)
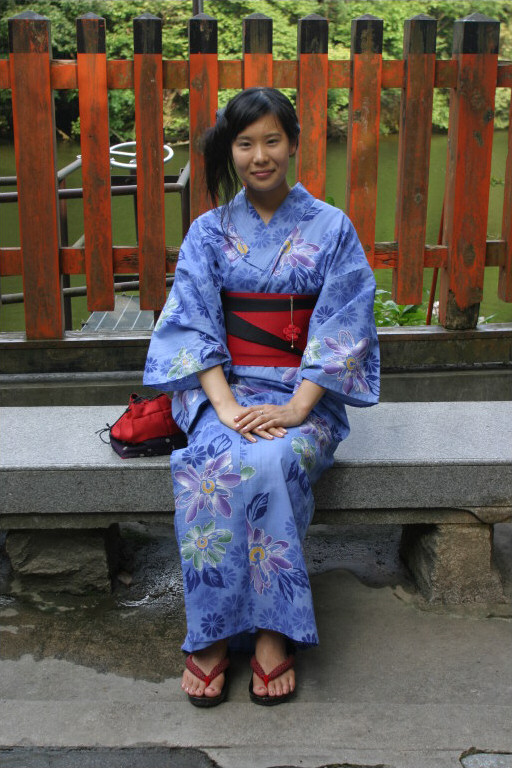
Jeune fille en yukata à Tokyo .
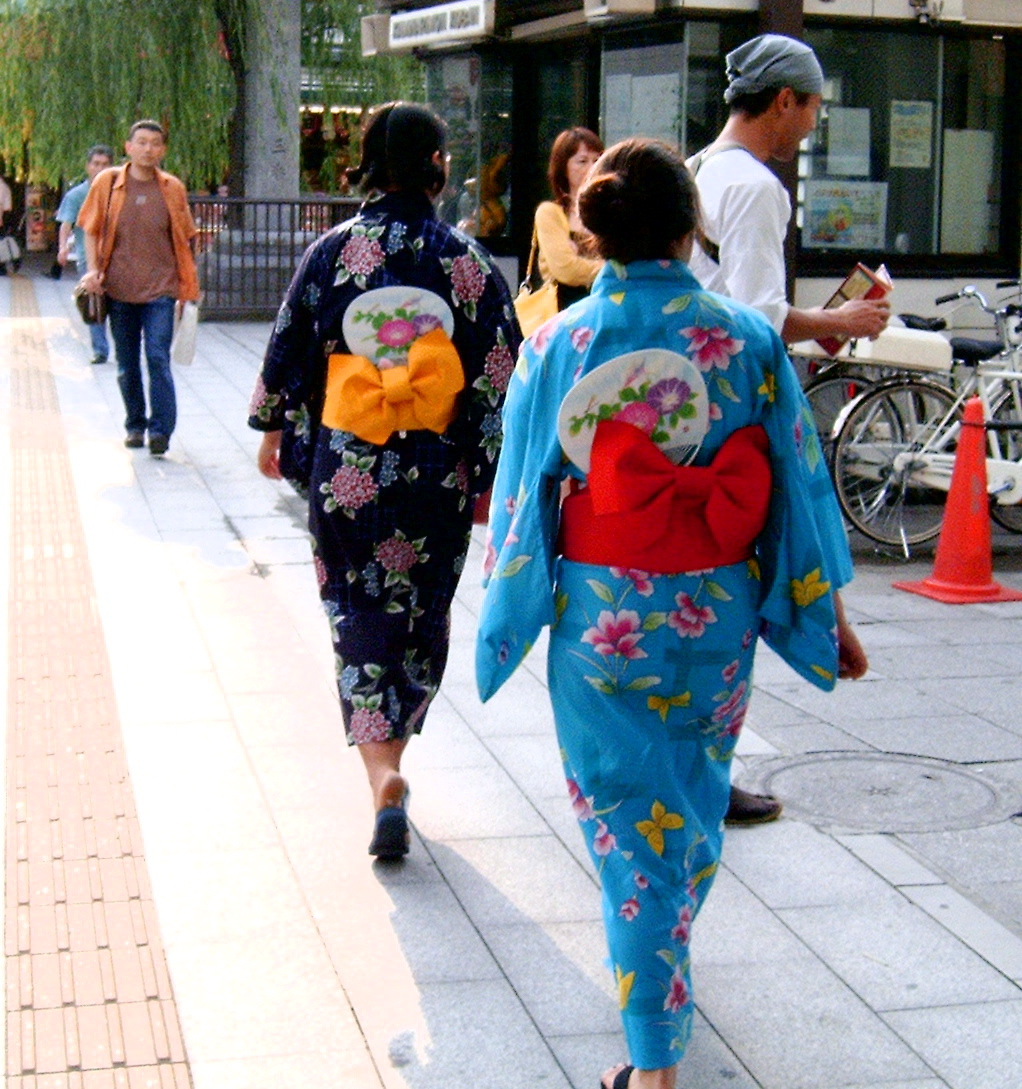
Femmes en yukata de dos, nœud de l'obi dans le dos.
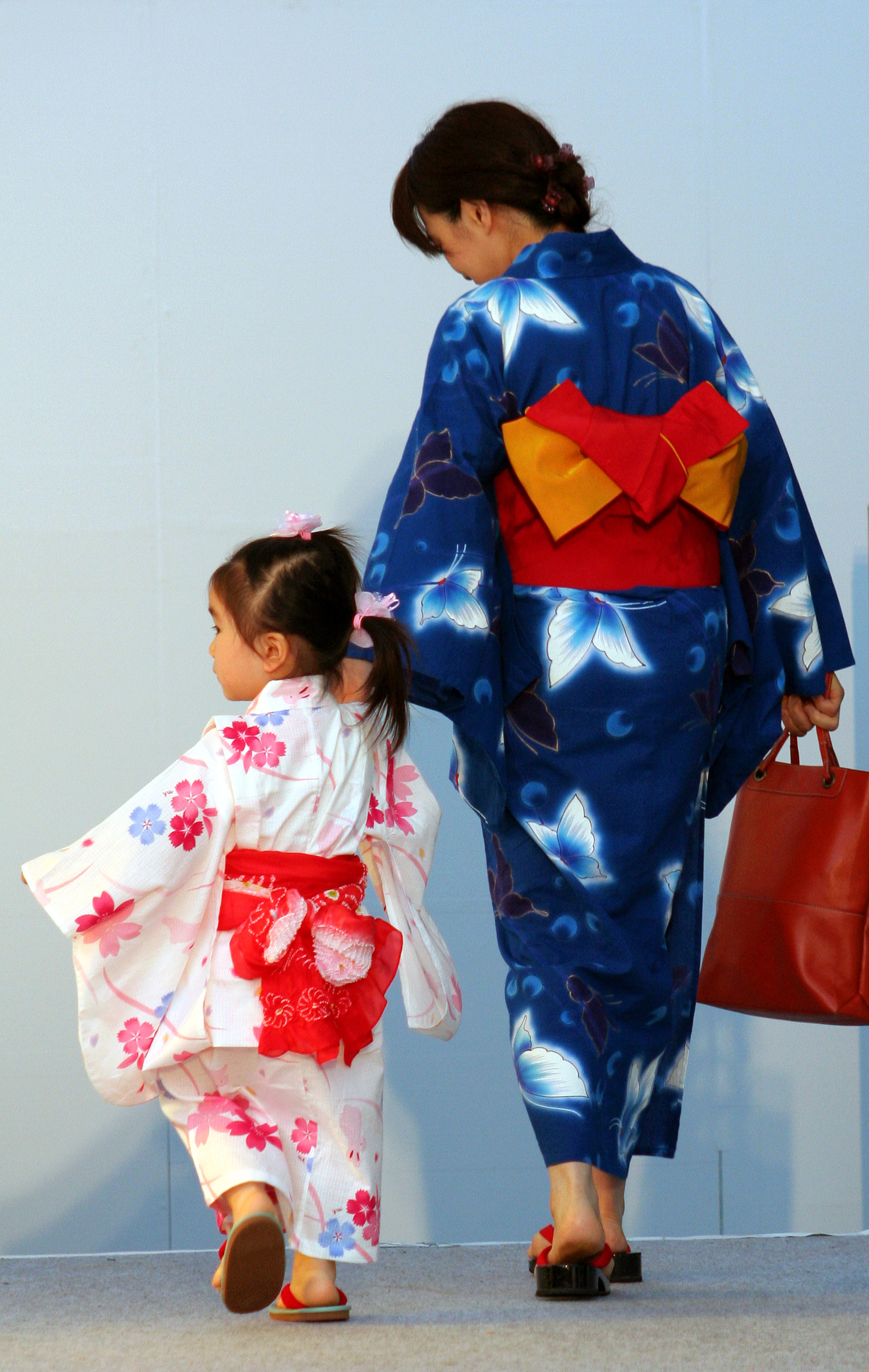
Mère et son enfant en yukata au Himeji Yukata Festival à Otemae-dori (2009, Himeji).

## Description
Comme le kimono, le yukata est conçu avec un patron en T qui s'assemble grâce à des lés de tissus, il est composé de cinq pièces rectangulaires assemblées entre elles.
Composition du yukata :
- okumi : pièce de tissu verticale située sur le devant, de part et d'autre de l'ouverture, partant de l'encolure au bas avant du yukata ;
- furi : fente verticale dans les manches, située au niveau des aisselles, pour les yukata féminins ;
- obi (帯?) : ceinture servant à fermer les vêtements traditionnels japonais, tels que les kimonos ou les vêtements d'entraînement pour les arts martiaux (keikogi ou dōgi ).

Contrairement au kimono, le yukata peut se porter à même la peau sur des sous-vêtements comme le hada juban (肌襦袢)« vêtement de peau »).

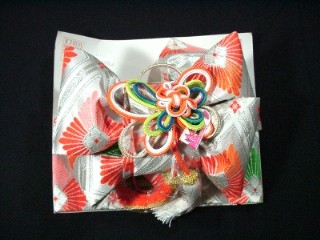
Obi pré-noué pour fillette. Ce type d'obi est généralement porté durant le Shichi-go-san, un jour de gala pour les enfants de trois, cinq et sept ans.

Le côté gauche du yukata est enroulé sur le côté droit (généralement inversé avec la droite sur la gauche lors de l'habillage d'un corps pour un enterrement) et fixé par une ceinture nouée par un nœud avec l'excédent ou par le koshi-himo. En privé, comme après un bain, le yukata peut être simplement ceinturé.
Les femmes attachent un obi au-dessus de la ceinture en plaçant traditionnellement le nœud à l'arrière car historiquement les nœuds attachés à l'avant représentent la prostitution. Les hommes, eux doivent attacher la ceinture au niveau des hanches et peuvent porter le nœud à l'avant ou le faire passer à l'arrière.
Il se porte avec des geta, sortes de socques en bois. Les jeunes filles complètent la tenue avec un kinchaku, un petit sac souvent fait d’osier et de tissu.
Plus abordable que le kimono, le yukata est également plus facile à enfiler et peut être lavé chez soi. Comme le kimono, il s'est modernisé avec la création d'accessoires comme le tsukuri obi (作り帯), un obi pré-noué à enfiler et fermer à l'aide d'un clip.
Les yukata pour hommes ont généralement des couleurs plus sombres ou plus sobres, tandis que pour les jeunes femmes, ils sont généralement lumineux et colorés, souvent avec des motifs floraux. Les yukata pour les femmes mûres sont supposés être moins voyants.

## Usages
Les participants à l'uchimizu, une pratique japonaise de l'aspersion d'eau dans les jardins secs et les rues, sont vêtus de yukata.
Dans certaines régions de sources thermales, comme Kusatsu Onsen, il est possible d’expérimenter toute l’année une tradition japonaise liée aux bains. Celle-ci consiste à se promener autour des bains de la ville vêtu de son yukata, comme d’un peignoir.

Modèles de yukata
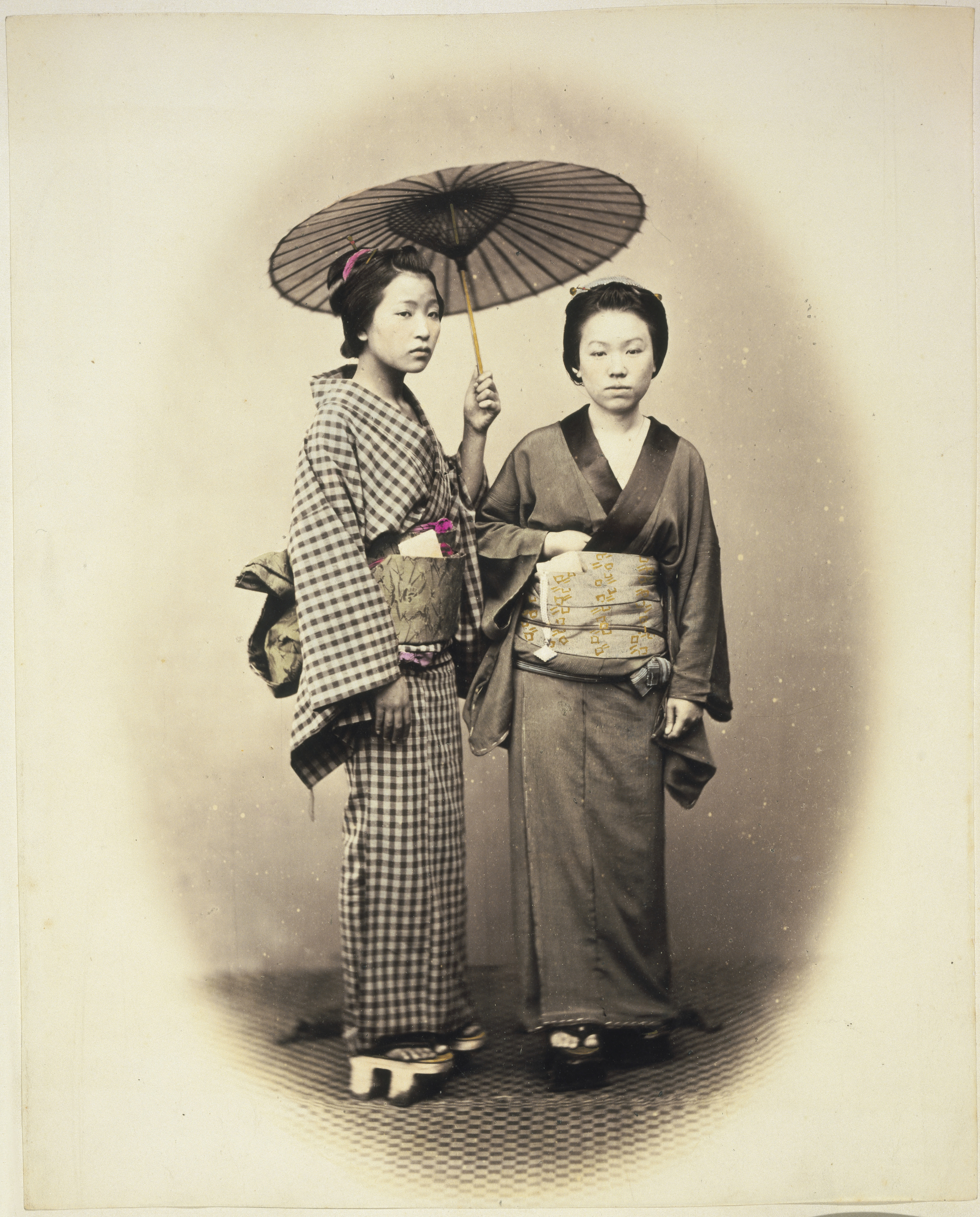
Portés par deux jeunes femmes[5] (1867-1869).
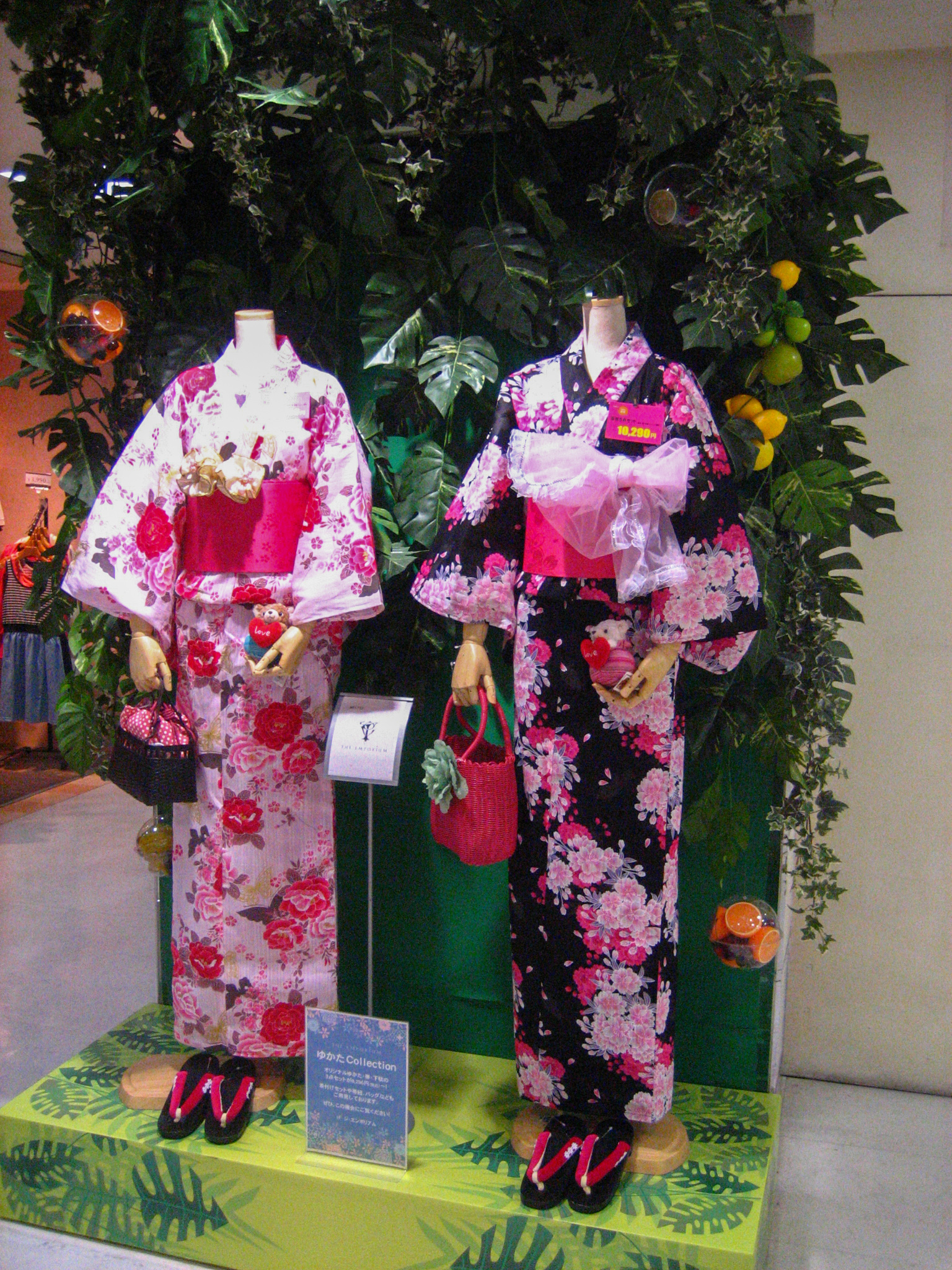
Deux modèles de 2009.
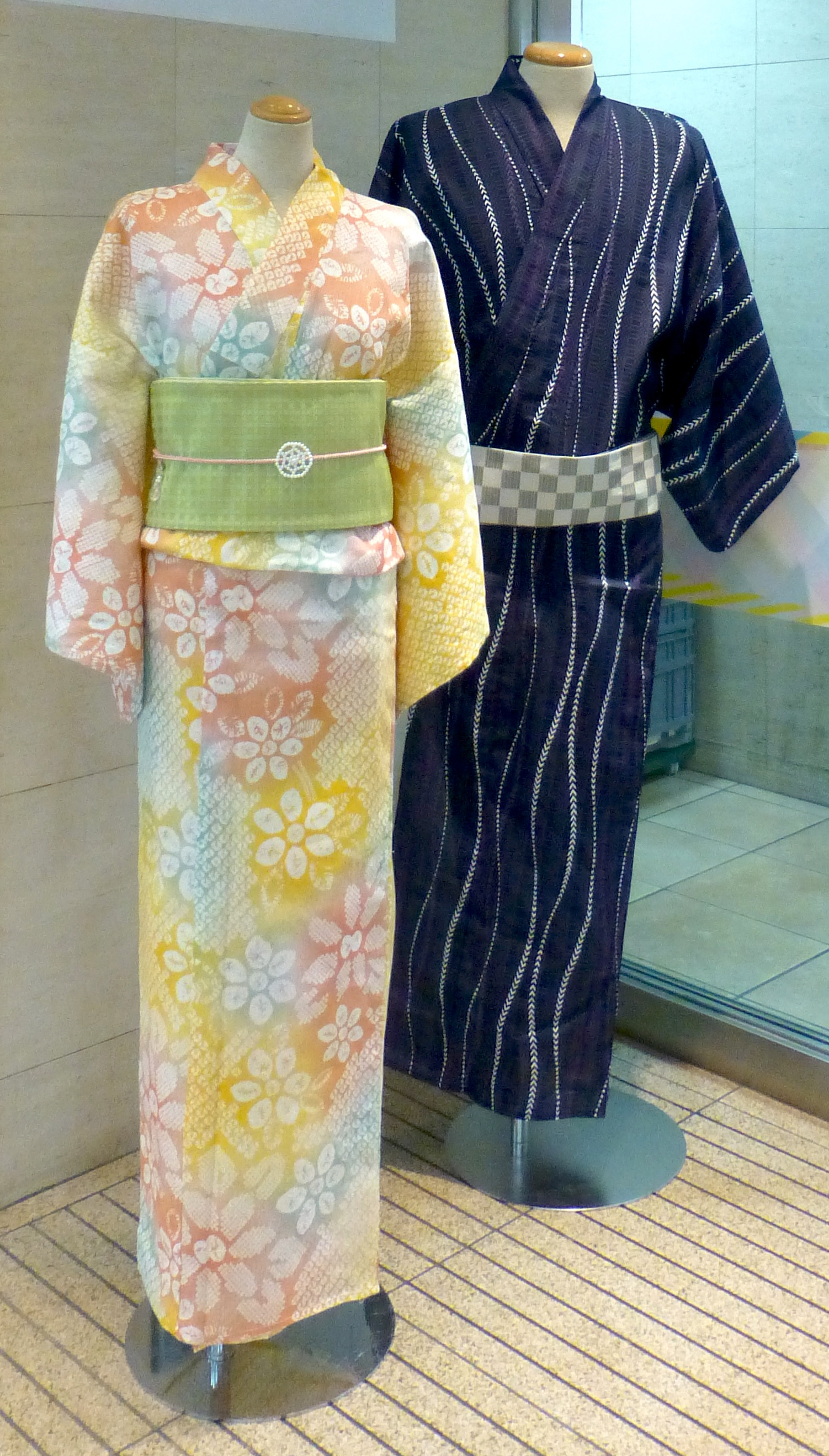
Pour femme et pour homme (2016).

Il existe de nombreux festivals du yukata au Japon, l'un des plus importants est le Himeji yukata matsuri, dans la ville de Himeji près de Kobe. Cette tradition vieille de deux cent soixante ans naît en 1742 lorsque Masamine Sakaibara, le seigneur du château de Himeji, autorise les habitants à porter le yukata à la place du kimono lors de l'ouverture précipitée du temple Osakabe à la population.